# Índice Médio de Felicidade
Índice Médio de Felicidade é um filme português do género drama, realizado por Joaquim Leitão e produzido por Tino Navarro. Estreou-se em Portugal a 31 de agosto de 2017.
O filme é uma adaptação do livro, do mesmo nome, Índice Médio de Felicidade, de David Machado.

## Sinopse
Em 2012, Portugal entrou em colapso e Daniel, como tantos outros, perdeu o emprego e deixou de poder pagar a prestação da casa. A mulher foi-se embora para a aldeia natal e levou os dois filhos com ela. Os seus dois melhores amigos encontram-se ausentes: Almodôvar foi preso quando, desesperado, procurava encontrar uma solução e Xavier está fechado em casa, profundamente deprimido porque o site que os dois criaram para as pessoas se entreajudarem foi um absoluto fracasso. Mesmo assim, Daniel não desiste.

## Elenco
- Marco D'Almeida como Daniel
- Dinarte de Freitas como Xavier
- Ana Marta Contente como Flor
- Tomás Andrade como Mateus
- João Sá Nogueira como Vasco
- António Cordeiro como Alípio
- Patricia André como Marta
- Lia Gama como Doroteia
- Dina Félix Costa como Clara
- Luís Lucas como Ávila
- Nuno Nunes como Diretor Agência Viagens Religiosa
- Sara Graça como Mulher Centro de Emprego
- Francisco Grilo como Aníbal
- Tiago Delfino como Puto
- João Fernandes como Rapaz 2
- Nuno Fernandes como Rapaz 3
- Rodrigo Antunes como Rapaz 4
- Tino Navarro